# Успенская церковь (Старая Талалаевка)
Успенская церковь — православный храм и памятник архитектуры местного значения в Старой Талалаевке.

## История
Распоряжением Черниговской областной государственной администрации от 27.01.2000 № 37 присвоен статус памятник архитектуры местного значения с охранным № 92-Чг под названием Успенская церковь.

## Описание
Успенская церковь — памятник народной деревянной монументальной архитектуры конца XIX — начала XX веков. Одна из немногих девятидольных церквей Черниговщины, другая церковь Рождества Богородицы в Оболонье.
Успенская церковь возведена в конце XIX — начале XX веков мастером Бузовским. По другим данным, храм построен в 1775 году как церковь-усыпальница семьи Мазараки, а Бузовским в указанный ранее период храм был реконструирован.
Деревянная, девятидольная (девятисрубная — 9 объёмов) с притвором с западной стороны и аркадой над входом, к которому ведёт лестница. По обе стороны — две восьмигранные башни (в южной башне колокольня и лестница, что ведёт на хоры). Увенчана пятью шатровыми верхами на восьмериках и тремя небольшими шатрами над башнями и главным входом. В интерьере хоры в виде балкона на кованых кронштейнах размещены вдоль западной, северной и южной стен почти впритык к линии иконостаса, который изготовлен в 1941—1943 годах.
Сохранились иконы XVIII—XIX веков, масляная роспись начала XX века, колокола, среди которых был один сделанный на заводе братьев Усачёвых в Валдае. В украшении интерьера и фасадов использована художественная резьба по дереву, металлу.
В 1910 году при Успенской церкви работали женская одноклассная школа, школа грамоты, библиотека. После октября 1917 года оставался действующим храмом.